# FOX8
FOX8はオーストラリアのフォックステルで放送されているテレビ局。

## 概要
FOX8は1995年10月23日に開局。主に米FOX製作の番組が中心だが、Australia's Next Top Modelなどのオリジナル番組も放送されている。

## 主な番組

### 自主制作
- Australia's Next Top Model
- The Recruit
- Drama
- Phao Pham Viet Dung
- Pham Viet Dung
- フットボール・スーパースター
- ローブLA

### アメリカ制作
- アメリカン・アイドル（時差録画、シーズン最終回は衛星生中継。）
- glee/グリー
- スーパーナチュラル
- BONES
- ザ・シンプソンズ
- ファミリー・ガイ
- フューチュラマ
- アメリカン・ダッド
- WWE
  - ロウ
  - スマックダウン
  - NXT
  - スーパースターズ
- ワールドポーカーツアー
- チャーリー・シーンのハーパー★ボーイズ